# Eptesicus guadeloupensis
Eptesicus guadeloupensis (Пергач гваделупський) — вид рукокрилих родини Лиликові (Vespertilionidae). Валідність виду скасована; таксон приєднано до Eptesicus fuscus.

## Поширення
Країни проживання: Гваделупа (Малі Антильські острови).

## Стиль життя
Комахоїдний.

## Загрози та охорона
Загрозами є втрата середовища проживання, урагани.